# Darüşşafaka Spor Kulübü
Il Darüşşafaka S.K. è una società cestistica avente sede a Istanbul, in Turchia. Fondata nel 1914, gioca nel campionato turco.
Disputa le partite interne nella Ayhan Şahenk Arena, che ha una capacità di 3.500 spettatori.

## Storia
Il Darüşşafaka ha vinto per due volte il titolo nazionale turco. Nella stagione 2014 vince la seconda competizione turca, mentre nella stagione 2014-2015 si qualifica per l'Eurolega finendo nel girone del Sassari campione d'Italia.

## Denominazioni e sponsor
Il Darüşşafaka S.K. ha avuto varie denominazioni nel corso della sua storia. Attraverso gli anni sono state:
| - Darüşşafaka Spor Kulübü (1914–2008) - Darüşşafaka Cooper Tires (2008–2010) - Darüşşafaka Spor Kulübü (2010–2013) - Darüşşafaka Doğuş (2013–2017) - Darüşşafaka Spor Kulübü (2017–2018) - Darüşşafaka Tekfen (2018–oggi) |

## Roster 2022-2023
Aggiornato al 7 luglio 2022.
| Darüşşafaka Spor Kulübü | Darüşşafaka Spor Kulübü |
| Giocatori               | Staff tecnico           |
| ----------------------- | ----------------------- |

| N. | Naz.                   | Ruolo | Nome              | Anno | Alt.   | Peso   |  |
| -- | ---------------------- | ----- | ----------------- | ---- | ------ | ------ |  |
| 1  | Turchia (bandiera)     | G     | Efe Sarıca        | 2002 | 190 cm |        |  |
| 10 | Turchia (bandiera)     | G     | Doruk Dora        | 1999 | 193 cm | 87 kg  |  |
| 18 | Turchia (bandiera)     | P     | Doğuş Özdemiroğlu | 1996 | 191 cm | 88 kg  |  |
| 22 | Turchia (bandiera)     | AG    | Troy Selim Şav    | 1998 | 206 cm | 95 kg  |  |
| 34 | Stati Uniti (bandiera) | AG    | Grant Jerrett     | 1993 | 208 cm | 105 kg |  |
| 48 | Turchia (bandiera)     | C     | Görkem Doğan      | 1998 | 208 cm | 104 kg |  |
|    | Turchia (bandiera)     | C     | Ragıp Atar        | 1999 | 210 cm | 105 kg |  |
|    | Stati Uniti (bandiera) | AC    | Nathan Boothe     | 1994 | 206 cm | 112 kg |  |
|    | Stati Uniti (bandiera) | G     | Wayne McCullough  | 1994 | 196 cm | 84 kg  |  |
|    | Turchia (bandiera)     | GA    | Can Maxim Mutaf   | 1991 | 193 cm | 95 kg  |  |
|    | Regno Unito (bandiera) | C     | Gabriel Olaseni   | 1991 | 210 cm | 104 kg |  |
|    | Porto Rico (bandiera)  | A     | Isaiah Piñeiro    | 1995 | 201 cm | 100 kg |  |

| Allenatore |
| - Selçuk Ernak                                                                                                 |
| Assistente/i                                                                                                   |
| - Ruçhan Tamsöz - Ümit Temoçin - Ali Ruhi Balkanlı Legenda - (C) Capitano - (IN) Inattivo - Infortunato Roster |

## Cestisti
- Taylor Brown 2014-2015

## Palmarès

### Competizioni nazionali
- Campionato turco: 2

1961, 1962
- Türkiye 2. Basketbol Ligi: 1

2013-14

### Competizioni internazionali
- Eurocup: 1

2017-18